# Jeanne de Brabant
Jeanne de Brabant, née le 24 juin 1322, morte à Bruxelles le 1er décembre 1406, est duchesse de Brabant et de Limbourg de 1355 à 1406. Elle est la fille de Jean III, duc de Brabant et de Limbourg, et de Marie d'Évreux.

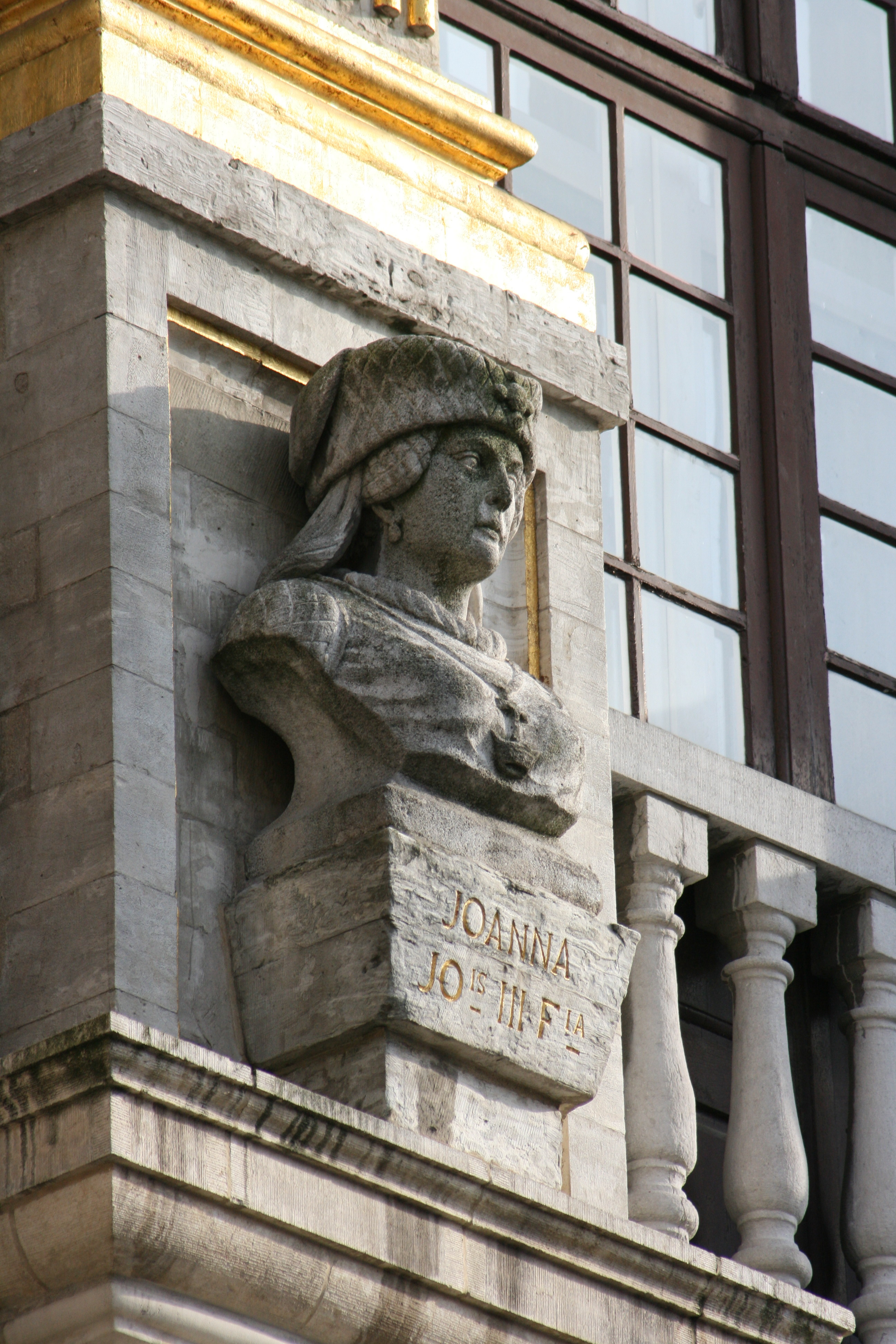
Jeanne, duchesse de Brabant, Maison des Ducs de Brabant, Grand-Place de Bruxelles

## Mariages
Elle épouse en premières noces en 1334 Guillaume II de Hainaut (1307 † 1345), comte de Hainaut et de Hollande. Elle n'a qu'un fils, Guillaume, mort jeune.
Veuve, elle se remarie en mars 1352 avec Venceslas Ier de Bohême (1337 † 1383), duc de Luxembourg. Au moment de la promesse de ce mariage (1347), il n'est pas question que Jeanne de Brabant succède à son père à la tête du duché de Brabant: elle a trois frères qui la précèdent dans l'ordre de succession. C'est seulement après le décès du dernier des fils de Jean III, peu après le 3 février 1352, qu'elle devient l'héritière de son père.
Son père meurt en décembre 1355. En janvier 1356, la joyeuse entrée de Brabant est promulguée afin de maintenir l'union du duché de Brabant et éviter un partage entre les filles de Jean III. Jeanne en tant qu'aînée, devient duchesse de Brabant. Louis II de Male, comte de Flandre, marié à Marguerite, fille cadette de Jean III, proteste et attaque le Brabant. Avec le soutien de l'empereur Charles IV de Luxembourg (le frère aîné de Venceslas), Jeanne réussit à faire valoir ses droits et à conserver le duché. C'est sous son règne que les ateliers de Vilvorde ont confectionné les plus grandes pièces d'or de cette époque. Le Mouton d'or (avec mention Wen dux) avait un diamètre de trois centimètres.
Elle témoigne d'une passion pour le jeu (de cartes, d'échecs, de dés,..). Elle y consacre des sommes considérables.
Sans enfant vivant de ses deux mariages, elle désigne pour lui succéder son petit-neveu Antoine de Bourgogne. Jeanne est inhumée dans un mausolée situé dans le chœur de l'église des Carmes à Bruxelles.